# Réacteur rapide refroidi au sodium
Le réacteur à neutrons rapides à caloporteur sodium (RNR-Na) est une filière expérimentale de réacteur à neutrons rapides qui utilise du sodium liquide pour son refroidissement.

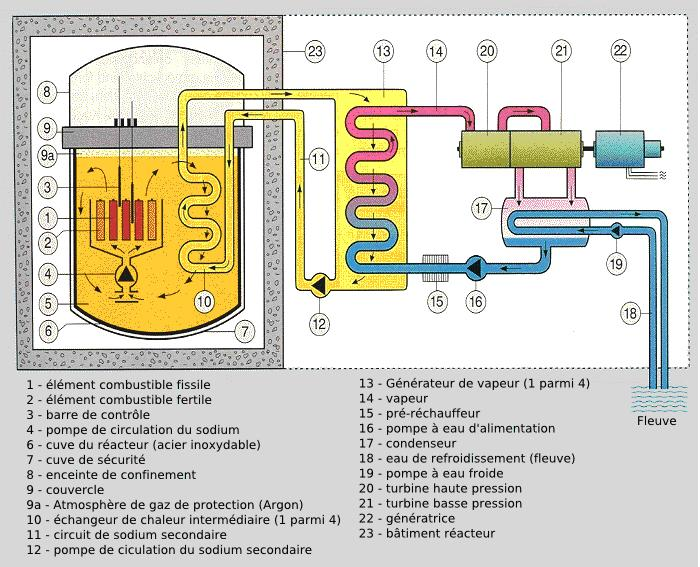
Schéma d'un réacteur à neutrons rapides et à fluide caloporteur constitué de sodium liquide.

On parle parfois de réacteurs SFR (pour Sodium-cooled fast reactor system).

## Projet de RNR-Na
Le réacteur à neutrons rapides à caloporteur sodium est un projet actuellement étudié au sein du Forum international Génération IV.
Il s'appuie sur deux projets similaires, le réacteur à caloporteur métallique (Liquid metal cooled reactor) et le « réacteur rapide intégral » (Integral Fast Reactor) arrêté par les États-Unis en 1994.
Les réacteurs de ce type sont destinés à être utilisés comme source d'énergie atomique dans une centrale nucléaire électrogène.

### Cycle du combustible
Le cycle envisagé comporterait le retraitement des actinides produits, avec deux variantes.
Dans une première variante, le réacteur serait de puissance intermédiaire (150–600 MWe), refroidi au sodium, et utiliserait comme élément combustible un alliage uranium-plutonium-actinide mineur-zirconium, les éléments combustibles usagés étant directement retraités dans des installations intégrées à la centrale.
Une deuxième variante de puissance plus importante (500–1 500 MWe) utiliserait un Combustible MOX, le retraitement, fondé sur des procédés innovants en phase aqueuse, étant centralisé dans une usine desservant plusieurs réacteurs.
La température de sortie du caloporteur serait de 510 à 550 degrés Celsius dans les deux cas.

### Refroidissement au sodium
Un avantage des réacteurs à métal fondu est la grande capacité thermique du caloporteur, dont l'inertie thermique protège le cœur contre la surchauffe et une fusion potentielle.
L'eau n'est pas un bon caloporteur pour un réacteur à neutrons rapides, parce qu'elle agit comme modérateur et tend à thermaliser le flux neutronique. Les neutrons sont ralentis quand ils peuvent transférer de l'énergie cinétique aux atomes du caloporteur, ce transfert par choc élastique étant d'autant plus important que les masses en collision sont de même ordre. De ce point de vue, le sodium présente l'avantage que sa masse atomique est plus élevée que celle de l'hydrogène (et de l'oxygène) de l'eau, si bien que les neutrons sont moins ralentis.
Il resterait théoriquement possible d'utiliser de l'eau supercritique comme caloporteur dans un réacteur à neutrons rapides, mais cela impliquerait également des pressions très élevées. Contrairement à l'eau, le sodium n'a pas besoin d'être sous pression, parce que sa température d'ébullition est très supérieure à la température de fonctionnement du réacteur.
En outre, le sodium n'entraîne pas de corrosion sur l'acier du réacteur. En revanche, il présente l'inconvénient d'être un produit chimique fortement réactif, ce qui demande des précautions particulières pour maîtriser le risque de feu de sodium. Le sodium peut brûler dans l'air, et il explose violemment s'il est en contact avec de l'eau (réaction dite RSE, pour « réaction sodium-eau » (« la rupture du générateur de vapeur serait un scénario critique notamment par l’ampleur des RSEs résultant d’une part de la formation rapide d’une nappe d’eau bouillante dans lequel viendrait  tomber le sodium chaud (RSE de type 1), et d’autre part de la pulvérisation d’une partie du sodium par le flux vapeur d’eau (sous 200 bars) produisant un aérosol de gouttes de sodium dans un nuage de vapeur de telle sorte qu’une réaction comparable à une explosion de poussières (RSE de type 2) »). La centrale nucléaire de Monju a été victime d'un tel accident en 1995.
Le sodium est lui-même activé en 24Na par le flux neutronique, mais ce produit d'activation a une demi-vie de seulement 15 heures.

### Objectifs de conception
La température d'exploitation ne devrait pas excéder la température de fusion du combustible. Il faut concevoir à nouveau l'interaction chimique entre le combustible et son revêtement, qui forme un eutectique  car l'uranium, le plutonium et le lanthane (un produit de fission) se diffusent dans le fer du revêtement. L'alliage ainsi formé possède une faible température de changement d'état. L'interaction chimique entre le combustible et le revêtement entraîne une réduction de la résistance mécanique du revêtement et pourrait finalement provoquer sa rupture. La transmutation des transuraniens est limitée par la production de plutonium à partir de l'uranium. Une autre approche de conception consiste à utiliser une matrice inerte en oxyde de magnésium. En effet, la probabilité d'interaction avec des neutrons (thermique et rapides) est beaucoup plus faible pour l'oxyde de magnésium que pour d'autres éléments comme le fer.
Le réacteur rapide refroidi au sodium est conçu pour la gestion de déchets radioactifs de haute activité (HA) en particulier le plutonium et d'autre actinides. Les caractéristiques importantes de sécurité du système incluent un long temps de réponse thermique, une grande marge au bouillonnement du liquide de refroidissement, un circuit primaire qui fonctionne à la pression atmosphérique et un circuit au sodium intermédiaire entre le sodium radioactif du circuit primaire et l'eau et la vapeur dans le circuit de la centrale électrique. Avec des innovations pour réduire le coût d'investissement, comme une conception modulaire, l'enlèvement d'une boucle principale, l'intégration de la pompe et de l'échangeur thermique intermédiaire, ou simplement la découverte de meilleurs matériaux de construction, le réacteur rapide refroidi au sodium peut être une technologie viable pour produire de l'électricité.

## Réalisations de RNR-Na

### Réacteurs arrêtés
- Experimental Breeder Reactor I, USA (1951-1964)
- Sodium Reactor Experiment, USA (1957-1964)
- S1G et S2G, réacteur naval USA. Le S2G a été employé par le USS Seawolf (SSN-575).
- Fermi 1, USA (1963-1972)
- Experimental Breeder Reactor II, USA (1964-1994)
- Rapsodie, France (1967-1983)
- SEFOR, USA (1969-1972)
- BN-350, Russie (1973-1993)
- Dounreay Prototype Fast Reactor, Royaume-Uni (1974-1994)
- Phénix, France (1974-2009)
- Fast Flux Test Facility (en), USA (1980-1994)
- Superphénix, France (1984-1997)
- Jōyō, Japon (1977-2007)

### Réacteurs en fonctionnement
- BN-600, Russie (1980-.)
- BN-800, Russie (2014-.)
- Fast Breeder Test Reactor (en), Inde (1985-.)
- Réacteur à neutrons rapides expérimental chinois (2014-.)

### Réacteurs en construction
- Prototype Fast Breeder Reactor (PFBR), Inde (depuis 2004)
- BN-1200 (en), Russie (construction suspendue jusqu’à 2019)
- CFR-600, Chine (prévu pour 2023)[5]
- Natrium, États-Unis (prévu pour 2028)[6]

### Réacteurs jamais mis en route ou restés au stade de projet
- Projet de surgénérateur de Clinch River (en), USA (projet, 1970-1983)
- Surgénérateur de Kalkar (SNR-300), Allemagne (1973-1991)
- Integral fast reactor (en), USA (projet, 1984-1994)
- European Fast Reactor (EFR), France / Royaume-Uni / Italie / Allemagne (projet, 1984-1997)
- Monju, Japon (1986-2010)
- ASTRID, France (projet, suspendu en 2019)